# Coleophora spenceri
Coleophora spenceri é uma espécie de mariposa do gênero Coleophora pertencente à família Coleophoridae.